# Liste von Publikationen des Verbandes der Schweizer Studierendenschaften
Die Liste enthält vom Verband der Schweizer Studierendenschaften (VSS) (mit)veröffentlichte Publikationen. Hier nicht aufgelistet sind Jahresberichte sowie unter Schriftenreihe VSS, Dokumentation VSS und VSS aktuell erschienene Monographien.
| AutorInnen/Beitragende | Titel | Jahr                                                                                                  | Kategorie                                                           | Zusatzinformation | Verfügbarkeit                                                               |
| --- | --- | --- | ------------------------------------------------------------------- | --- | --------------------------------------------------------------------------- |
| Philipp Etter, Vito Picenoni, O.-H. Duthaler & P. Bourgeois, Hans Abegg, H. Bosshardt, Max H. Schneebeli, H. Stahel, Eduard Fueter junior und andere | 25 Jahre Verband der Schweizerischen Studentenschaften (VSS) | 1945                                                                                                  | Jubiläumsschrift                                                    | Erschienen in der Schweizerischen Hochschulzeitung, Jahrgang 18 (1945), Heft 5, S. 281–352. | OCLC 857267629                                                              |
| Kathrin Bürgi, Ghania Mouffok, Houda Bouchaib, Thé Hash, Sidahmed Hammouche, Cécile Druey, Alex Robin, Hartmut Fähndrich | Algerien: Die Suche nach dem verlorenen Dialog = Algérie : à la recherche d'un dialogue perdu | 1995                                                                                                  | Internationales                                                     | | OCLC 81235966                                                               |
| Regula Ruflin, Judith Hollenweger, Donato Martin, Jean-François Simon, Heather Brunner, Regula Ruflin, Dominik Holenstein, Nicolas Pepin & Heinz Etter, Michael Graf, Stiftung zur Förderung körperbehinderter Hochbegabter | Behinderte Studierende in der Schweiz = Etudier avec un handicap en Suisse | 1996                                                                                                  | Soziales                                                            | Nummer 54 der Reihe VSS-aktuell = UNES-actuel | OCLC 81567235                                                               |
| Richard Gerster, Marianne Hochuli, Louis Weber, Raoul-Marc Jennar, Lea Brunner, Christian Pauletto | Das GATS und die Liberalisierung der Bildung: Probleme, Gefahren und offene Fragen = L’AGCS et la libéralisation de la formation : problèmes, dangers et questions ouvertes                                        | 2003                                                                                                  | Internationales                                                     | Mit Illustrationen von Arnold Imhof. Der VSS setzt sich in der Schrift „gegen die Unterstellung des Bildungswesens unter das GATS“ ein. | OCLC 76662676, Digitalisat im Schweizerischen Dokumentenserver Bildung      |
| | Das Konzept | 1972–1982                                                                                             | Zeitschrift                                                         | Die Monatszeitschrift war anfangs Beilage der Zeitschrift Zürcher Student. Der Herausgabeverein von Das Konzept ging in die Genossenschaft infolink über, welche Trägerin der Wochenzeitung wurde. | OCLC 183380390Digitalisiert auf E-Periodica                                 |
| Gabriela Irimia, Romina Loliva, Lea Meister, Marius Wiher | Der VSS zur Ökonomisierung der Hochschulbildung = L’UNES sur la marchandisation de la formation supérieure = The Swiss Student Union towards the commodification of higher education                               | 2012                                                                                                  | Hochschulpolitik                                                    | | OCLC 980329256 Digitalisat auf der Website des VSS                          |
| Elena Obreschkow und andere | Die Schweiz und ihr(e) Stipendienwesen: Analyse, Kritik und Perspektiven aus Sicht der Studierenden = Les bourses d'études en Suisse : L'analyse, la critique et les perspectives du point de vue des étudiant-e-s | 2013                                                                                                  | Soziales                                                            | Die Schrift bezieht sich auf die Stipendieninitiative. | OCLC 981118032 Deutsch– und französischsprachige Version online             |
| Franz Cahannes, Gabi Eisele, Albert Gubler, Beat Hulliger, Marianne Hoegstedt, Martin Werder | Die Umtriebe der Rechten an den Hochschulen der deutschen Schweiz | 1983                                                                                                  | Hochschulpolitik                                                    | | OCLC 74703838                                                               |
| Piera Dell’Ambrogio, Jean-Marc Rinaldi, Jean-François Stassen; Rektorenkonferenz der Schweizer Universitäten; Antonio Loprieno & Marco Haller (Vorwort) | Etudier après Bologne - le point de vue des étudiant-e-s = Studieren nach Bologna - die Sicht der Studierenden | 2009                                                                                                  | Hochschulpolitik                                                    | Untertitel: Resultate der nationalen Studierendenbefragung zu den Studienbedingungen an den Schweizer Universitäten 2008. Die gemeinsame Studie der CRUS und des VSS weise „darauf hin, dass die Mehrheit der Studierenden mit den Studienbedingungen zufrieden sind, dass aber noch verschiedene Probleme (siehe Leitfragen) zu lösen sind.“ | OCLC 638179983 Digitalisat auf der Website der SAGW                         |
| Annemarie Pieper, Markus Schüpbach, Arnold Müller, Eduard Kellenberger, Pierre Ducrey (ReferentInnen) | Hochschule und Verantwortung in den neunziger Jahren | 1989                                                                                                  | Jubiläumsschrift                                                    | Untertitel: Jubiläumsveranstaltung des VSS/UNES im Rahmen des 100. Delegiertenrates und 55. Jahreskongresses vom 13. November 1987 an der Universität Basel | OCLC 980321330                                                              |
| Martina von Arx, Lea Widmer und andere | Hochschulzugang für studentische Geflüchtete = Accès aux hautes écoles pour les réfugié-e-s étudiant-e-s | 2017                                                                                                  | Soziales                                                            | | OCLC 1003861737 Digitalisat und Rezeption auf der Website des VSS.          |
| Peter Widmer | Lausanner Modell: Projekt einer neuen Studienfinanzierung für mündige Schüler und Studenten | 1970                                                                                                  | Soziales                                                            | Die Schrift bezieht sich auf die Eidgenössische Volksinitiative «Neuordnung der Studienfinanzierung». | OCLC 178807358 (Titelblatt und Inhaltsverzeichnis auf Nebis.)               |
| Lea Freiburghaus | Mitbestimmung: Studie zur studentischen Mitbestimmung an Schweizer Hochschulen = Participation : étude sur la participation des étudiants au sein des Hautes écoles suisses                                        | 2005                                                                                                  | Hochschulpolitik                                                    | „In Kapiteln zu Rechtsform, Finanzierung, Vernetzung, politischem Stil, Dienstleistungen usw. versucht die Autorin, «best practices» herauszuarbeiten.“ | OCLC 717488508 (Digitalisat auf der Website der UB Basel)                   |
| Oriana Schällibaum, Vivian Frick, Flora Märki; Schweizer Verband Studentischer Organisationen für Nachhaltigkeit VSN (Co-Herausgeberschaft) | Nachhaltigkeit an Schweizer Hochschulen = Développement durable au sein des hautes écoles suisses | 2016                                                                                                  |                                                                     | | OCLC 984701932                                                              |
| Karoline Sutter, Sarah Thönen | Neugierig auf Gender Studies: ein Handbuch = En savoir plus sur les études genre : un manuel | 1999                                                                                                  | Gleichstellung                                                      | Im Chronos Verlag erschienen | OCLC 887094675                                                              |
| | Orbis Scientiarum | 1967–1972                                                                                             | Zeitschrift                                                         | Das Publikationsorgan der Schweizerischen Vereinigung junger Wissenschaftler, des Verbandes schweizerischer Studentenschaften und der Schweizerischen Dissertationszentrale wurde durch Herbert Lang verlegt. ISSN 0030-4417 | OCLC 777884243                                                              |
| Joëlle Zahnd und andere | Perspektiven 2007 = Perspectives 2007 | 2003                                                                                                  |                                                                     | | OCLC 723192653                                                              |
| Sarah Gerhard, Nicole Ackermann, Sarah Meyer und andere | Perspektiven zur Hochschullandschaft Schweiz = Perspectives sur le paysage suisse des hautes écoles | 2008                                                                                                  | Hochschulpolitik                                                    | | OCLC 276780922 Digitalisat auf der Website der SAGW                         |
| Carl Thomas Bormann, Julian Marbach, Maxime Mellina, Franz Radke, Oriana Schällibaum | Positionspapier Drittmittel = Prise de position sur les fonds tiers | 2015                                                                                                  | Hochschulpolitik                                                    | | OCLC 946762565 Digitalisat auf der Website des VSS                          |
| Corinne Schärer, Gunnar Mikosch, Lukas Engelberger, Alfred Wyler, Rachel Mader, Süsette Rusterholz & Christoph Mohni | Reformen statt Numerus Clausus = Des réformes à la place du numerus clausus | 1993                                                                                                  | Hochschulpolitik                                                    | | OCLC 81067554                                                               |
| | Schweizerische Hochschulzeitung | 1927− (Erscheinen eingestellt)                                                                        | Zeitschrift                                                         | offizielles Organ der Schweizerischen Zentralstelle für Hochschulwesen, der Vereinigung Schweizerischer Hochschuldozenten sowie des Verbandes der Schweizerischen Studentenschaften | OCLC 611001803                                                              |
| Peter Schulthess; Giuseppe Motta & Arthur Rohn (Vorworte) | Die Arbeitskolonien des Verbandes Schweizer. Studentenschaften, 1925–1928: Misox, Bosco, Casaccia, Vicosoprano | 1929                                                                                                  |                                                                     | Erschienen in der Schweizerischen Hochschul-Zeitung, 2. Jahrgang, Nr. 5/6 (1929) | OCLC 890145855                                                              |
| Urs Hänsenberger, Helmut Ridder, Rolf Deppeler, François Gross, Henri-Philippe Cart, Thomas Heilmann, Laurent Duvanel, Luc Recordon, Stephan Holländer, Marianne Müller-Hoegstedt, Franz Cahannes | Studentenpolitik – Politik mit Studenten? : 60 Jahre Verband der Schweizerischen Studentenschaften | 1981                                                                                                  | Jubiläumsschrift                                                    | | OCLC 884723113                                                              |
| Laurent Tschudin | Studentische Mitwirkungsstandards an Schweizer Fachhochschulen = Standards de la participation estudiantine dans les hautes écoles spécialisées                                                                    | 2015                                                                                                  | Hochschulpolitik                                                    | | OCLC 980325031                                                              |
| Elena Obreschkow; Ursula Renold & Mauro Dell'Ambroglio (Vorwort) | Studentische Partizipation = La participation des étudiant-e-s | 2007                                                                                                  | Hochschulpolitik                                                    | Herausgegeben mit Unterstützung vom Staatssekretariat für Bildung und Forschung | OCLC 269472688                                                              |
| Franziska Tschan, Marianne Keller, Marianne Högstedt | Studienabbruch bei Frauen | 1984 (1. und 2. Auflage); 1988 (3. Auflage)                                                           | Gleichstellung                                                      | Dazugehörige Schrift: Franziska Tschan, Marianne Keller, Marianne Högstedt: Da warens nur noch zwei: Studienabbruch bei Frauen. In: Emanzipation: feministische Zeitschrift für kritische Frauen. Band 10, Nr. 3, 1984, S. 10–12, doi:10.5169/seals-360095.                                                                                   | OCLC 75589642                                                               |
| Nicolas Diener, Alexandre Loretan, Aaron Müller | Studieren mit Behinderung und/oder chronischer Krankheit: Positionspapier = Étudier avec un handicap et/ou une maladie chronique : prise de position                                                               | 2016                                                                                                  | Soziales                                                            | | Digitalisat auf e-Helvetica                                                 |
| Gleichstellungskommission des VSS | Studium mit Kindern: Aktuelle Situation an den Schweizer Hochschulen | 2002                                                                                                  | Gleichstellung                                                      | | OCLC 76687420                                                               |
| Bertram Schefold (Editor) | VSS Geschichte: Eine Sammlung von Briefen ehemaliger VSS-Vorstandsmitglieder | 1968                                                                                                  | Jubiläumsschrift                                                    | | OCLC 637324385 Druckvorlage im BAR                                          |
| | VSS-aktuell: vierteljährliche Informationsschrift des Verbandes der schweizerischen Studentenschaften = UNES-actuel : bulletin trimestriel de l'Union nationale des étudiants de Suisse                            | 1983− (Erscheinen eingestellt)                                                                        | Zeitschrift                                                         | | OCLC 85556322                                                               |
| Deborah Ummel, Anna Leissing, Ada Marra, VSS Sozialkommission | Warum Stipendien? = Pourquoi des bourses d'études? | 2006                                                                                                  | Soziales                                                            | | OCLC 428248776                                                              |
| Gabriela Amarelle & Kathrin Bürgi (Herausgeberinnen); Ruth Dreifuss (Vorwort); Talin Stoffel, Philippe November, Gerhard M. Schuwey, Francis Waldvogel, Claude Calame, Edmée Ollagnier, Saba Bahar, Pascale Vielle, Laura Magdalena, François-Xavier Merrien, Georg Kreis, Jean-Claude Favez, Alain Clémence, Hervé Pichelin, Jean-Philippe Leresche, Christophe Jaccoud, Rolf Deppeler, Nivardo Ischi, Eric Junod, Jean-Pierre Boillat, Jean-Pierre Meylan, Boris Fejfar, Anne-Catherine Lyon, Claire Rubattel, Andreas Scheuber, Bernadette Häfliger, Martin Bienlein, Nicolas Dufour, Daniel Schärer, Jérôme Cachin | Wer profitiert von der Universität? Überlegungen von VertreterInnen der Hochschulpolitik = A qui profite l'université? : des pistes de réflexion par ses principaux/-ales acteurs/-trices                          | 1996                                                                                                  | Jubiläumsschrift                                                    | Untertitel: Publikation aus Anlass des 75jährigen Bestehens des VSS = publication à l'occasion des 75 ans de l'UNES | OCLC 42435598                                                               |
| Sozialkommission des VSS (SoKo) / Lea Widmer et al. | Positionspapier Wohnsituation = Prise de position sur la situation du logement | 2017                                                                                                  | Soziales                                                            | „Im Extremfall führt der Mangel an bezahlbarem Wohnraum dazu, dass Personen in schwachen finanziellen Verhältnissen kein Studium aufnehmen können.“ | OCLC 1027718526 Digitalisat auf der Website des VSS                         |
| | El Salvador, Universität im Widerstand | 1983                                                                                                  | Internationales                                                     | Die 59-seitige Schrift bezieht sich auf „AGEUS, Allgemeine Assoziation der Salvadoreanischen Studenten“ | OCLC 428266123                                                              |
| | Ausbildungsbeiträge in der Schweiz: eine Dokumentation des VSS/UNES | 1986                                                                                                  | Soziales                                                            | | OCLC 882496683                                                              |
| Delegiertenversammlung des VSS | Bildungskonzept. A: Theoretischer Teil, B: Praktischer Teil, C: Unsere Utopie. Verabschiedet durch den 102. Delegiertenrat vom 4. Mai 1988.                                                                        | 1988                                                                                                  |                                                                     | Eine französischsprachige Version erschien separat (Online-Zugang). Eine Broschüre mit dem Titel Bildungskonzept erschien auch 1986 (OCLC 428089893). | OCLC 83177158                                                               |
| | Der VSS auf einen Blick | 1984                                                                                                  |                                                                     | Rare Broschüre | Online-Zugang                                                               |
| | Dokumentation VSS = Documentation UNES | 1969 oder 1970 bis ca. 1980er Jahre                                                                   | Zeitschrift                                                         | Nicht nummerierte Einzelbände zu verschiedenen Themen. ISSN 0507-7052 | OCLC 637951202                                                              |
| | Informationsbulletin = Bulletin d'information | 1969 und 1970 nachgewiesen                                                                            | Zeitschrift                                                         | | OCLC 428091101                                                              |
| | Les étudiants et leur assurance-maladie, une enquête de l'UNES | 1984                                                                                                  | Soziales                                                            | Umfrage unter Studierenden zu Krankenkasse | OCLC 428091103                                                              |
| | Perspektiven zur Hochschule von morgen = Perspectives pour les hautes écoles de demain | 1998                                                                                                  |                                                                     | Französisch und deutsch. Kapitel zu „Selektion und Universität“, „Die Vernetzung der schweizerischen Hochschulen“, „Die Fachhochschulen (FHS): Welche Rolle im schweizerischen Hochschulwesen?“, „Finanzierung der Hochschulen“, „Demokratie an der Universität“ und „Die Stellung der Frauen in den Hochschulen“.                            | OCLC 601724397                                                              |
| Vorstand des VSS | Rechenschaftsberichte des VSS = Rapport d'activités de l'UNES | |                                                                     | Auch Bericht des Vorstandes über das Amtsjahr | OCLC 637923217                                                              |
| | Schriftenreihe des VSS | | Zeitschrift                                                         | | OCLC 614737290                                                              |
| | Sparmassnahmen im Hochschulbereich = Mesures d'économie dans le domaine universitaire | |                                                                     | Schrift zum gleichnamigen Seminar vom 24./25. November 1984 in Emmetten | OCLC 77630378                                                               |
| | Teleblitz | 1991–1992                                                                                             | Zeitschrift                                                         | Französisch und deutsch | In der Schweizerischen Nationalbibliothek und im Bundesarchiv nachgewiesen. |
| Sozialkommission des VSS | Von der Wichtigkeit von Stipendien = De l'importance des bourses d'études | 2007                                                                                                  | Soziales                                                            | Broschüre | OCLC 1011677635                                                             |
| | VSS–News: Informationsblatt des Verband[e]s der Schweizerischen StudentInnenschaften | 1993–                                                                                                 | Zeitschrift                                                         | Französisch und deutsch | OCLC 986504992, helveticat                                                  |
| | Arbeitskolonien, Hilfsheuerdienst: Sinn und Zweck, Entwicklung, Organisation, Koloniebetrieb, Heuererlebnis, Beurteilung                                                                                           | 1932                                                                                                  |                                                                     | | OCLC 882920380                                                              |
| Jacques Forster, Jean-Pierre Ghelfi, Alain Modoux, Rolf Egger und andere | Studenten - Universität: Ihre Zukunft | 1964                                                                                                  | Anlässlich der Schweizerischen Landesausstellung 1964 herausgegeben | Auf Französisch: Étudiants, université, avenir (OCLC 81594846) | OCLC 611637533 (Deutsch)                                                    |
| | Numerus Clausus: unter besonderer Berücksichtigung des Faches Medizin | 1973                                                                                                  |                                                                     | | OCLC 611637533                                                              |
| | Schweizer Studienführer | 1970 bis Erscheinen eingestellt (danach vom Schweizerischen Verband für Berufsberatung herausgegeben) | Zeitschrift                                                         | Französisch (Guide des études en Suisse) und deutsch. Mit der Schweizerischen Arbeitsgemeinschaft für akademische Berufs- und Studienberatung im Verlag P. Haupt herausgegeben. Rezension in Schweizer Schule, Heft 1, Band 58 (1971), S. 33.                                                                                                 | OCLC 15625497                                                               |
| | Presse universitaire romande | 1953–1955                                                                                             | Zeitschrift                                                         | Gedruckt bei J. Leckie in Genf. „Organe publié par les sections romandes de l'Union nationale des étudiants de Suisse“ | ISSN 0478-1619                                                              |